# Mont-Saint-Michel
Mont-Saint-Michel (phát âm [lə mɔ̃ sɛ̃ mi.ʃɛl]; tiếng Anh: Núi Saint Michael) là một xã đảo ở Normandie, Pháp. Nó nằm ngoài khơi khoảng 1 km bờ biển tây bắc tại cửa sông Couesnon, gần Avranches và có diện tích khoảng 100 hécta (247 mẫu Anh). Tính đến hết năm 2009, dân số của hòn đảo là 44 người.
Hòn đảo đã được tổ chức như là một công sự từ thời cổ đại, và kể từ thế kỷ 8 nó là một tu viện mà từ đó đã hình thành lên cái tên Mont-Saint-Michel. Cấu trúc của xã đảo này đại diện cho xã hội phong kiến với khu vực cao nhất là tu viện Thiên chúa, thấp hơn là Đại sảnh rồi đến nhà ở, cửa hàng và bức tường phòng thủ. Bên ngoài là nhà ở cho nông dân và ngư dân.
Nó có vị trí vô cùng độc đáo khi nằm trên một hòn đảo chỉ cách đất liền gần 1 km khiến cho nó là một nơi dễ dàng được những người hành hương đến tu viện tiếp cận khi thủy triều xuống. Nhưng nó lại là một cách phòng thủ hiệu quả nếu những kẻ tấn công đi qua mà không rút lui kịp. Điều này đã được thể hiện qua cuộc Chiến tranh Trăm Năm nhưng tu viện vẫn không bị hư hại gì đáng kể. Một đơn vị đồn trú nhỏ của Pháp có thể đánh bật một cuộc tấn công của quân đội Anh được trang bị đầy đủ trong năm 1433. Chính nhờ vậy mà sau đó Louis XI đã biến nơi đây trở thành một nhà tù và tu viện trở thành một nhà tù được sử dụng thường xuyên vào khoảng thời gian Chế độ cũ.
Đây là một trong số những địa điểm nổi tiếng nhất ở Pháp với khoảng 3 triệu du khách ghé thăm mỗi năm. Mont-Saint-Michel và vịnh biển của nó đã được UNESCO công nhận là Di sản thế giới. Hơn 60 tòa nhà trên đảo được công nhận là Di tích lịch sử của Pháp.

## Địa lý

### Hình thành
Ngày nay nó là một đảo triều nhưng là một vùng đất khô trong thời tiền sử. Khi mực nước biển tăng, xói mòn tạo thành cảnh quan tự nhiên cho khu vực ven biển và một số mỏm đá granit nổi lên trên vịnh chống được sự ăn mòn của nước biển tốt hơn. Chúng là Lillemer, Mont-Dol, Tombelaine (hòn đảo phía bắc), và Mont-Tombe mà sau này được gọi là Mont-Saint-Michel.
Mont-Saint-Michel được cấu thành từ đá granit sáng màu và được củng cố bởi nền dung nham nóng chảy xâm nhập vào cách đây 525 triệu năm vào Kỷ Cambri và là một phần của khối đá Batholith Mancellian. Hòn đảo có chu vi khoảng 960 mét với điểm cao nhất đạt 92 mét so với mực nước biển.

## Nhân khẩu
| 1962 | 1968 | 1975 | 1982 | 1990 | 1999 | 2006 |
| ---- | ---- | ---- | ---- | ---- | ---- | ---- |
| 132  | 105  | 114  | 80   | 72   | 46   | 43   |